# Jacobo Grinberg
Jacobo Grinberg Zylberbaum (Cidade do México, 12 de dezembro de 1946) é um neurofisiologista e psicólogo mexicano, desaparecido desde dezembro de 1994. Dedicado ao estudo do xamanismo, da consciência, da parapsicologia, das disciplinas orientais, da meditação e da telepatia, escreveu 54 livros.

## Biografia
Jacobo Grinberg Zylberbaum nasceu na Cidade do México, em 1946, no seio de uma família de ascendência judaica. Aos doze anos, decidiu estudar a mente humana, após a morte de sua mãe por um tumor cerebral maligno. Ele se formou em psicologia pela Universidade Nacional Autônoma do México. Em 1963, viajou para Israel, onde passou um ano morando em um kibutz, e se apaixonou por sua primeira esposa, Lizette Arditti. Nesse período, foi apresentado aos ensinamentos cabalísticos em Safed. Em 1970, mudou-se para Nova York a fim de estudar psicofisiologia no Brain Research Institute. Obteve um doutorado com uma pesquisa focada nos efeitos eletrofisiológicos dos estímulos geométricos no cérebro humano.
Ao retornar ao México, ele fundou um laboratório de psicofisiologia na Universidade Anáhuac. No final da década de 1970, instalou outro laboratório semelhante na Universidade Nacional Autônoma do México (UNAM). Em 1987, ele fundou o Instituto Nacional para o Estudo da Consciência (INPEC), financiado pela UNAM e pelo Conselho Nacional de Ciência e Tecnologia (CONAHCYT). Publicou vários de seus livros por meio do INPEC. Escreveu mais de 50 artigos sobre temas diversos, como atividade cerebral, bruxaria, xamanismo, telepatia e meditação.
Grinberg afirmou utilizar o método científico em seus estudos sobre xamanismo, tentando combiná-lo com seu trabalho profissional para compreender o "mundo mágico". Ele tentou mudar a maneira como a relação entre ciência e consciência é entendida. Isso repercutiu no meio científico, e ele chegou a ser criticado pela comunidade científica. Seu trabalho pretendia apresentar as bases científicas da telepatia e de outras disciplinas esotéricas.

## Teoria sinérgica
A teoria sinérgica de Jacobo Grinberg propõe que existe um espaço contínuo de energia, e que o ser humano comum só consegue perceber uma parte dele. O resultado desse processo é o que todos entendem como "realidade". Essa teoria tenta responder à questão da criação da experiência. O livro El cerebro consciente foi traduzido para sete idiomas.
A postulação fundamental dessa teoria é que a experiência surge como resultado de três processos de interação. O primeiro é uma interação entre elementos neuronais capazes de criar um campo energético complexo, denominado campo neuronal.
A segunda interação ocorre quando o campo neuronal entra em contato com a estrutura energética do espaço. A interação entre o campo neuronal e o espaço cria um padrão de interferência, denominado estrutura energética da experiência.
O terceiro processo de interação ocorre entre a estrutura energética da experiência e um processador central. Essa interação é a mais misteriosa de todas e implica a existência de uma focalização energética realizada por meio de um hipotético fator de direcionalidade.
De acordo com a teoria sinérgica, qualquer ser vivo com a capacidade de experimentar ou sentir pode vivenciar os três processos de interação. Os níveis de experiência de cada ser dependem da complexidade de seu campo neuronal, que, por sua vez, depende da complexidade do cérebro do qual o campo surge.

### Origem da teoria sinérgica
A teoria sinérgica nasceu do trabalho de Grinberg com Bárbara Guerrero, médium, curandeira e sanadora mexicana conhecida como Pachita, que realizava cirurgias psíquicas. Grinberg escreveu o livro Pachita, no qual analisa as bases científicas de suas experiências com ela. Ele também a incluiu em seu livro Chamanes de México. Intrigado com a reputação de Pachita, Grinberg acompanhou seus procedimentos por cerca de um ano. Ele concluiu que a capacidade de cura de Pachita era resultado de duas realidades distintas: um campo neuronal que envolve o cérebro e uma rede espaço-temporal. Embora a maioria dos cientistas considere a habilidade de Pachita uma fraude, uma pesquisa de Grinberg sobre a transferência de potencial no cérebro foi publicada na revista científica arbitrada Physics Essays.

## Desaparecimento
Desde 8 de dezembro de 1994, Grinberg está desaparecido. No dia 12 daquele mês, sua família preparou uma festa em sua homenagem para comemorar seu 48º aniversário, mas ele não compareceu. Ele costumava fazer viagens de última hora ou simplesmente não atender o telefone por dias, portanto seu desaparecimento não pareceu estranho à família inicialmente. No documentário El secreto del Doctor Grinberg, dirigido por Ida Cuéllar, é apresentada a vida e o trabalho do pesquisador. A investigação de seu desaparecimento foi conduzida pelo agente Clemente Padilla em maio de 1995.
Em março de 2023, sua filha, a cantora e compositora Estusha Grinberg, prestou homenagem ao pai.

## Investigações publicadas
- Grinberg-Zylberbaum, J., Delaflor, M., Attie, L., & Goswami, A. (1994). "The Einstein-Podolsky-Rosen Paradox in the Brain: The Transferred Potential". Physics Essays, 7(4), 422-428.
- "Patterns of Interhemispheric Correlation During Human Communication" (Padrões de correlação inter-hemisférica durante a comunicação humana)
- "Evoked potentials and concept formation in man" (Os potenciais evocados e a formação de conceitos no ser humano)[8]
- "The transformation of neuronal activity into conscious experience: the syntergic theory" (A transformação da atividade neuronal na experiência consciente: a teoria sinérgica)[9]
- "Transference of mental energy" (transferência de energia mental)[10]

## Publicações científicas
- Jacobo Grinberg-Zylberbaum & Ramos Loyo, J. (1987). "Patterns of interhemispheric correlation during human communication", International Journal of Neuroscience, 36:1-2, 41-53, DOI: 10.3109/00207458709002138